# Rue Escoussières-Montgaillard
Ne doit pas être confondu avec Rue Escoussières-Arnaud-Bernard.
La rue Escoussières-Montgaillard (en occitan : carrièra Escorsièra Montgalhard) est une voie de Toulouse, chef-lieu de la région Occitanie, dans le Midi de la France.

## Situation et accès

### Description
La rue Escoussières-Montgaillard est une voie publique. Elle se situe dans le quartier Saint-Étienne.
Elle est longue de 229 mètres. Elle naît perpendiculairement à la rue Théodore-Ozenne. Elle reçoit la rue Espinasse, puis la rue Vélane, à sa gauche. Elle se termine en débouchant sur la place Montoulieu.
La chaussée compte une seule voie de circulation automobile à sens unique. Elle appartient à une zone de rencontre et la vitesse y est limitée à 20 km/h. Il n'existe pas de piste, ni de bande cyclable, quoiqu'elle soit à double-sens cyclable sur toute sa longueur.

### Voies rencontrées
La rue Escoussières-Montgaillard rencontre les voies suivantes, dans l'ordre des numéros croissants (« g » indique que la rue se situe à gauche, « d » à droite) :
1. Rue Théodore-Ozenne
2. Rue Espinasse (g)
3. Rue Vélane (g)
4. Place Montoulieu

## Odonymie
La rue Escoussières-Montgaillard rappelle le tracé ancien des « escoussières » (escorsièra en occitan), c'est-à-dire les chemins qui longeaient, du côté de la ville, le rempart de Toulouse, et servaient de chemin de ronde. La mention de Montgaillard permet de la distinguer d'une autre rue qui porte le nom d'Escoussières, la rue Escoussières-Arnaud-Bernard. En effet, elle naît à proximité de l'ancienne porte Montgaillard.
En 1794, pendant la Révolution française, on lui donna le nom de rue les Découvertes, qu'elle ne conserva cependant pas. En 1806, lorsque les noms de rue furent officiellement attribués, la rue porta le nom de rue Escoussières-Montoulieu, car elle débouchait à la place Montoulieu, face à la porte du même nom. Ce n'est qu'en 1850 qu'elle prit le nom actuel.

## Histoire

### Moyen Âge et période moderne
Au Moyen Âge, l'actuelle rue Escoussières-Montgaillard appartient à deux capitoulats : de la porte Montgaillard à la rue Vélane, elle dépend du capitoulat de la Pierre, et de la rue Vélane à la place Montoulieu, de celui de Saint-Étienne. Ce n'est qu'un simple chemin, le « chemin des escoussières » (cami de las escorsièras en occitan), qui longe le rempart à l'intérieur de la ville. Le cadastre de 1458 mentionne les Escoussières-Montoulieu, les Escoussières-Montgaillard, les Escoussières-Saint-Aubin, les Escoussières-Matabiau, les Escoussières-Arnaud-Bernard et les Escoussières-Saint-Pierre. Du côté sud, au pied des remparts, on ne trouve donc que des espaces laissés libres ou des jardins. La plupart des immeubles, du côté nord, ont façade sur les rues parallèles, la rue de la Trilhe et la rue Montoulieu-Vélane. Quelques simples et fortes bâtisses du XVIe siècle et du XVIIe siècle témoignent de cette période (actuels no 1, 19 et 31). La plupart des maisons sont cependant reconstruites au cours du XVIIIe siècle (actuels no 1 à 15, 23 à 29 et 33 à 35).

### Époque contemporaine
Dans la première moitié du XIXe siècle, le rempart est démoli. Tandis que la rue du Jardin-Royal (actuelle rue Jules-de-Rességuier) est tracée parallèlement à la rue Escoussières-Montgaillard, de nouveaux immeubles, qui ont leur façade principale sur la rue du Jardin-Royal, sont élevés du côté sud.

## Patrimoine et lieux d'intérêt

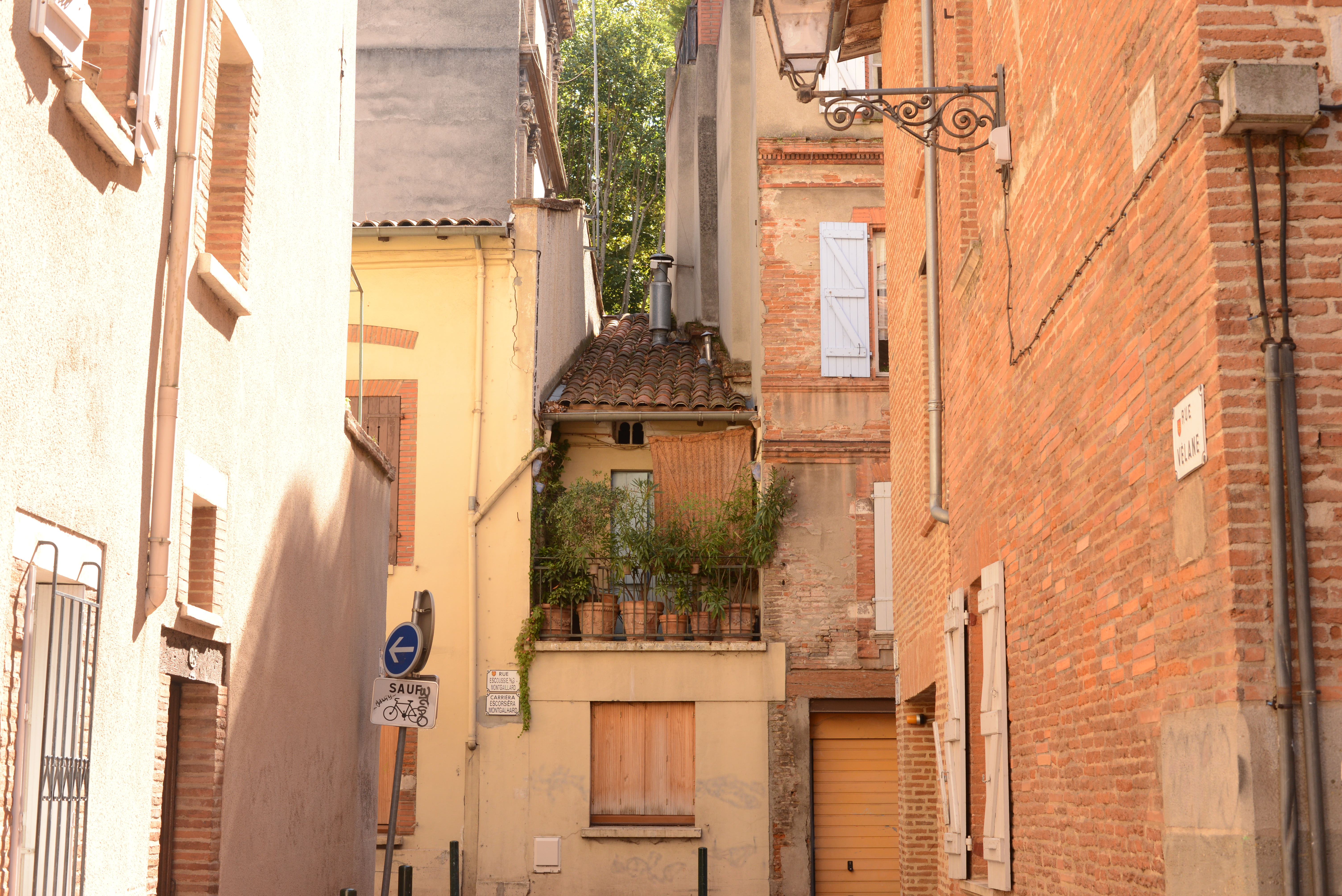
no 12 : la façade vue de la rue Vélane.

- no  12 : immeuble.
Cet immeuble du XVIIe siècle est le seul bâtiment ancien de ce côté de la rue, tous les autres datant de la première moitié du XIXe siècle. Au rez-de-chaussée, la porte conserve une menuiserie du XVIIIe siècle. L'étroit corps de bâtiment à droite a été construit au XIXe siècle. Le 1er étage est en retrait, ménageant une petite terrasse[5].

- no  12 bis-12 ter : maisons Benéteau et Chalvignac. 
La maison du 12 ter est construite en 1950 par l'architecte Jean Valette pour le compte de M. Chalvignac, celle du 12 bis en 1951 pour le compte de M. Benéteau. L'ossature en béton, le plaquis de brique qui couvre les élévations et les formes architectoniques sont représentatives des formes de l'Art déco toulousain. Les deux maisons ont des plans en L symétriques qui forment un ensemble en U. Le mur de clôture porte une grille dont les motifs géométriques sont caractéristiques de l'Art déco, et le portail donne accès à un petit jardin partagé par les deux maisons. Elles s'élèvent sur trois niveaux, séparés par des bandeaux enduits qui contrastent avec la brique. Le rez-de-chaussée est occupé par les pièces de service. Les garages, en particulier, ouvrent directement sur la rue – mais ils ont perdu, à la suite d'une rénovation en 2017, leurs portails d'origine en bois à plusieurs battants. Un escalier extérieur conduit à l'étage, où se situent les pièces principales. Le comble à surcroît est éclairé de petites fenêtres rectangulaires[6].

- no  31 : immeuble (XVIe siècle ?).